# دايسوكي هاياكاوا
دايسوكي هاياكاوا (باليابانية: 早川大輔؛ بالكانا: はやかわ だいすけ) هو لاعب كرة قاعدة ياباني، ولد في 3 يونيو 1975 في تشيبا في اليابان.

## وصلات خارجية
- دايسوكي هاياكاوا على موقع الدوري الياباني لكرة القاعدة (الإنجليزية)
- دايسوكي هاياكاوا على موقعبيزبول رفرنس.كوم (الدوري الثانوي) (الإنجليزية)